# Abele Spur
Der Abele Spur ist ein 1559 m hoher Felssporn, der sich an der Westflanke des Mount Lechner in Richtung der Herring-Nunatakker in der Forrestal Range der Pensacola Mountains im westantarktischen Queen Elizabeth Land befindet.
Das Advisory Committee on Antarctic Names benannte ihn auf Vorschlag des US-amerikanischen Geologen Arthur B. Ford nach Gunars Abele (1934–1989), einem aus Lettland stammenden zivilen Ingenieur des United States Antarctic Research Program, für die geodätische Untersuchung des Gebiets durch das Cold Regions Research and Engineering Laboratory (CRREL) des United States Army Corps of Engineers.